# Tour de Abu Dhabi de 2018
A 4ª edição do Tour de Abu Dhabi realizou-se entre 21 de fevereiro e 25 de fevereiro de 2018.
A corrida faz parte do UCI World Tour de 2018, calendário de ciclismo de classe mundial, sendo a terceira corrida do circuito.
A corrida foi vencida pelo corredor espanhol Alejandro Valverde da Movistar, em segundo lugar Wilco Kelderman (Team Sunweb) e em terceiro lugar Miguel Ángel López (Astana).

## Equipas
No total sao 20 equipas a competir,17 do UCI World Tour e 3 de categoria Profissional Continental.
| Equipes WorldTeam (17)- AG2R La Mondiale - Astana - Bahrain-Merida - BMC Racing Team - Bora-Hansgrohe - Dimension Data - EF Education First-Drapac p/b Cannondale - Katusha-Alpecin - Lotto NL-Jumbo - Lotto Soudal - Mitchelton-Scott - Movistar Team - Quick-Step Floors - Sky - Team Sunweb - Trek-Segafredo - UAE Team Emirates Equipes profissionais Continentais (3)- Bardiani CSF - Gazprom-RusVelo - Team Novo Nordisk |
| |

## Etapas
| Etapa | Data    | Percurso                            | type                      | Distância (km) | Vencedor           | Líder geral        |
| ----- | ------- | ----------------------------------- | ------------------------- | -------------- | ------------------ | ------------------ |
| 1     | 21 fev. | Madinat Zayed – Adnoc School        | etapa plana               | 189            | Alexander Kristoff | Alexander Kristoff |
| 2     | 22 fev. | Abu Dhabi – Abu Dhabi               | etapa plana               | 154            | Elia Viviani       | Elia Viviani       |
| 3     | 23 fev. | Nation Towers – Abu Dhabi           | etapa plana               | 133            | Phil Bauhaus       | Elia Viviani       |
| 4     | 24 fev. | Al Maryah Island – Al Maryah Island | contrarrelógio individual | 12,6           | Rohan Dennis       | Rohan Dennis       |
| 5     | 25 fev. | Qasr Al Muwaiji – Jabal Hafit       | média montanha            | 199            | Alejandro Valverde | Alejandro Valverde |

## Classificações finais
As classificações finalizaram da seguinte forma:

### Classificação geral
| \| Classificação geral \| Classificação geral \| Classificação geral \| Classificação geral \| Classificação geral \| \| Ciclista \| Ciclista \| Equipe \| Tempo \| \| \| ------------------- \| ------------------- \| ------------------- \| ------------------- \| ------------------- \| \| 1. \| Alejandro Valverde \| Movistar Team \| 16h00m11s \| \| \| 2. \| Wilco Kelderman \| Team Sunweb \| + 17s \| \| \| 3. \| Miguel Ángel López \| Astana \| + 29s \| \| \| 4. \| Julian Alaphilippe \| Quick-Step Floors \| + 31s \| \| \| 5. \| Rafał Majka \| Bora-Hansgrohe \| + 45s \| \| \| 6. \| Davide Formolo \| Bora-Hansgrohe \| + 1m13s \| \| \| 7. \| Diego Ulissi \| UAE Team Emirates \| + 1m18s \| \| \| 8. \| Rui Costa \| UAE Team Emirates \| + 1m28s \| \| \| 9. \| Rohan Dennis \| BMC Racing Team \| + 1m29s \| \| \| 10. \| Emanuel Buchmann \| Bora-Hansgrohe \| + 1m37s \| \| |                    |                   |           |
| |                    |                   |           |
| Fonte: ProCyclingStats |                    |                   |           |
| Classificação geral |                    |                   |           |
| Ciclista | Ciclista           | Equipe            | Tempo     |
| 1. | Alejandro Valverde | Movistar Team     | 16h00m11s |
| 2. | Wilco Kelderman    | Team Sunweb       | + 17s     |
| 3. | Miguel Ángel López | Astana            | + 29s     |
| 4. | Julian Alaphilippe | Quick-Step Floors | + 31s     |
| 5. | Rafał Majka        | Bora-Hansgrohe    | + 45s     |
| 6. | Davide Formolo     | Bora-Hansgrohe    | + 1m13s   |
| 7. | Diego Ulissi       | UAE Team Emirates | + 1m18s   |
| 8. | Rui Costa          | UAE Team Emirates | + 1m28s   |
| 9. | Rohan Dennis       | BMC Racing Team   | + 1m29s   |
| 10. | Emanuel Buchmann   | Bora-Hansgrohe    | + 1m37s   |

### Classificação por pontos
| Classificação por pontos | Classificação por pontos | Classificação por pontos | Classificação por pontos | Classificação por pontos |
| Ciclista                 | Ciclista                 | Equipe                   | Pontos                   |                          |
| ------------------------ | ------------------------ | ------------------------ | ------------------------ | ------------------------ |
| 1.                       | Elia Viviani             | Quick-Step Floors        | 46 pts                   |                          |
| 2.                       | Alejandro Valverde       | Movistar Team            | 30 pts                   |                          |
| 3.                       | Alexander Kristoff       | UAE Team Emirates        | 27 pts                   |                          |
| 4.                       | Caleb Ewan               | Mitchelton-Scott         | 26 pts                   |                          |
| 5.                       | Phil Bauhaus             | Team Sunweb              | 25 pts                   |                          |
| 6.                       | Nikolay Trusov           | Gazprom-RusVelo          | 25 pts                   |                          |
| 7.                       | Rudy Barbier             | AG2R La Mondiale         | 24 pts                   |                          |
| 8.                       | Pascal Ackermann         | Bora-Hansgrohe           | 24 pts                   |                          |
| 9.                       | Rohan Dennis             | BMC Racing Team          | 21 pts                   |                          |
| 10.                      | Danny van Poppel         | LottoNL-Jumbo            | 21 pts                   |                          |

### Classificação do melhor jovem
| Classificação dos jovens | Classificação dos jovens | Classificação dos jovens | Classificação dos jovens | Classificação dos jovens |
| Ciclista                 | Ciclista                 | Equipe                   | Tempo                    |                          |
| ------------------------ | ------------------------ | ------------------------ | ------------------------ | ------------------------ |
| 1.                       | Miguel Ángel López       | Astana                   | 16h00m40s                |                          |
| 2.                       | Antwan Tolhoek           | LottoNL-Jumbo            | + 1m39s                  |                          |
| 3.                       | Giulio Ciccone           | Bardiani CSF             | + 3m15s                  |                          |
| 4.                       | Pascal Eenkhoorn         | LottoNL-Jumbo            | + 5m12s                  |                          |
| 5.                       | Matej Mohorič            | Bahrain-Merida           | + 5m13s                  |                          |
| 6.                       | Niklas Eg                | Trek-Segafredo           | + 5m15s                  |                          |
| 7.                       | Michael Gogl             | Trek-Segafredo           | + 5m32s                  |                          |
| 8.                       | Enric Mas                | Quick-Step Floors        | + 5m52s                  |                          |
| 9.                       | Bjorg Lambrecht          | Lotto-Soudal             | + 6m17s                  |                          |
| 10.                      | Scott Davies             | Dimension Data           | + 6m51s                  |                          |

### Classificação por equipas
| Classificação por equipes | Classificação por equipes                | Classificação por equipes | Classificação por equipes |
| Equipe                    | Equipe                                   | Tempo                     |                           |
| ------------------------- | ---------------------------------------- | ------------------------- | ------------------------- |
| 1.                        | Bora-Hansgrohe                           | 48h04m08s                 |                           |
| 2.                        | UAE Team Emirates                        | + 53s                     |                           |
| 3.                        | BMC Racing Team                          | + 2m29s                   |                           |
| 4.                        | Movistar Team                            | + 3m51s                   |                           |
| 5.                        | Trek-Segafredo                           | + 4m51s                   |                           |
| 6.                        | EF Education First-Drapac p/b Cannondale | + 5m18s                   |                           |
| 7.                        | AG2R La Mondiale                         | + 5m24s                   |                           |
| 8.                        | Bahrain-Merida                           | + 5m53s                   |                           |
| 9.                        | Astana                                   | + 7m34s                   |                           |
| 10.                       | Team Sunweb                              | + 8m10s                   |                           |

## Evolução das classificações
| Etapa                 | Vencedor              | Classificação geral | Classificação por pontos | Classificação dos jovens | Classificação por equipas |
| --------------------- | --------------------- | ------------------- | ------------------------ | ------------------------ | ------------------------- |
| 1.ª                   | Alexander Kristoff    | Alexander Kristoff  | Alexander Kristoff       | Caleb Ewan               | Bardiani-CSF              |
| 2.ª                   | Elia Viviani          | Elia Viviani        | Elia Viviani             | Danny van Poppel         | Quick-Step Floors         |
| 3.ª                   | Phil Bauhaus          | Elia Viviani        | Elia Viviani             | Phil Bauhaus             | Bahrain Merida            |
| 4.ª                   | Rohan Dennis          | Rohan Dennis        | Elia Viviani             | Miles Scotson            | BMC Racing                |
| 5.ª                   | Alejandro Valverde    | Alejandro Valverde  | Elia Viviani             | Miguel Ángel López       | Bora-Hansgrohe            |
| Classificações finais | Classificações finais | Alejandro Valverde  | Elia Viviani             | Miguel Ángel López       | Bora-Hansgrohe            |

## UCI World Ranking
O Tour de Abu Dhabi outorga pontos para o UCI World Tour de 2018 e o UCI World Ranking, este último para corredores das equipas nas categorias UCI WorldTeam, Profissional Continental e Equipas Continentais. As seguintes tabelas mostram o barómetro de pontuação e os 10 corredores que obtiveram mais pontos:
| Posição             | 1.º | 2.º | 3.º | 4.º | 5.º | 6.º | 7.º | 8.º | 9.º | 10.º | 11.º | 12.º | 13.º | 14.º | 15.º-20.º | 21.º-30.º | 31.º-50.º | 51.º-55.º | 56.º-60.º |
| Classificação geral | 300 | 250 | 215 | 175 | 120 | 115 | 95  | 75  | 60  | 50   | 40   | 35   | 30   | 25   | 20        | 12        | 5         | 2         | 1         |
| Por etapa           | 40  | 15  | 6   |     |     |     |     |     |     |      |      |      |      |      |           |           |           |           |           |
| Líder               | 6   |     |     |     |     |     |     |     |     |      |      |      |      |      |           |           |           |           |           |

| Classificação | Classificação      | Classificação     | Classificação | Classificação | Classificação | Classificação |
| Posição       | Ciclista           | Equipa            | Geral         | Etapa         | Líder         | Total         |
| ------------- | ------------------ | ----------------- | ------------- | ------------- | ------------- | ------------- |
| 1.º           | Alejandro Valverde | Movistar          | 300           | 40            | -             | 340           |
| 2.º           | Wilco Kelderman    | Sunweb            | 250           | -             | -             | 250           |
| 3.º           | Miguel Ángel López | Astana            | 215           | 15            | -             | 230           |
| 4.º           | Julian Alaphilippe | Quick-Step Floors | 175           | 6             | -             | 181           |
| 5.º           | Rafał Majka        | Bora-Hansgrohe    | 120           | -             | -             | 120           |
| 6.º           | Davide Formolo     | Bora-Hansgrohe    | 115           | -             | -             | 115           |
| 7.º           | Rohan Dennis       | BMC Racing        | 60            | 40            | 6             | 106           |
| 8.º           | Diego Ulissi       | UAE Emirates      | 95            | -             | -             | 95            |
| 9.º           | Rui Costa          | UAE Emirates      | 75            | -             | -             | 75            |
| 10.º          | Elia Viviani       | Quick-Step Floors | -             | 40            | 12            | 52            |